# 常青街道 (合肥市)
常青街道，是中华人民共和国安徽省合肥市包河区下辖的一个乡镇级行政单位。

## 行政区划
常青街道下辖以下地区：
姚公社区、凌大塘社区、仰光社区、竹西社区、沿河社区、油坊岗社区、淝南社区和金寨南路社区。